# Кастера Бузе
Кастера Бузе (фр. Castéra-Bouzet) насеље је и општина у јужној Француској у региону Миди Пирене, у департману Тарн и Гарона која припада префектури Кастелсаразен.
По подацима из 2011. године у општини је живело 115 становника, а густина насељености је износила 6,48 становника/km². Општина се простире на површини од 17,75 km². Налази се на средњој надморској висини од 217 метара (максималној 215 m, а минималној 95 m).

## Демографија
| 1962. | 1968. | 1975. | 1982. | 1990. | 1999. | 2011. |
| ----- | ----- | ----- | ----- | ----- | ----- | ----- |
| 212   | 217   | 189   | 147   | 153   | 131   | 115   |

График промене броја становника у току последњих година